# Kościół św. Jana Apostoła w Borkowie Wielkim
Kościół św. Jana Apostoła w Borkowie Wielkim – katolicki kościół filialny zlokalizowany we wsi Borkowo Wielkie w gminie Radowo Małe, w powiecie łobeskim (województwo zachodniopomorskie). Należy do parafii Matki Bożej Szkaplerznej w Radowie Małym.

## Historia i architektura
Kościół został wzniesiony w XV wieku. Murowany z kamienia narzutowego, jest budowlą bezwieżową, sytuowaną na planie prostokąta. W XIX wieku został przebudowany. W elewacji wschodniej znajdują się dwa ostrołukowo zakończone otwory okienne, z ceglanymi obramieniami. Ścianę wschodnią wieńczy ozdobiony blendami szczyt, częściowo zniszczony na skutek obniżenia dachu. W ścianie południowej znajduje się okrągłołukowy portal wejściowy, osadzony w ostrołukowej niszy. Po prawej stronie portalu w ścianę wmurowany jest kamień żarnowy, pełniący funkcję kropielnicy. W ścianie północnej znajdują się dwa okrągłe, przemurowane okrągłołukowe okna, obramowane cegłą. Na przykościelnej dzwonnicy zawieszony jest dzwon z 1926 roku.
Wewnątrz kościoła, nad wejściem, znajduje się empora chórowa. Zachował się XVII-wieczny ołtarz i XIX-wieczny krucyfiks.
Po II wojnie światowej kościół został poświęcony jako świątynia katolicka w dniu 27 grudnia 1946 roku.